# Trolmen

Trolmen är en herrgård i Medelplana socken i Götene kommun, Västergötland.
Redan under medeltiden nämns Trömmen i skrift. 1472 överlämnade Eggert Grupendal Trolmen till Amund Stake. Därefter hade släkten Stake gården i cirka 200 år. I jordeboken är namnet Throllmen nämnt första gången år 1566. Från början fanns två gårdar, lilla och stora Trolmen, som senare slogs samman.
Huvudbyggnaden var ett stenhus som brann 1798, men år 1814 stod en ny byggnad klar. Den användes till 1930-talet då den ersattes av ännu en på samma plats. En parkanläggning uppfördes också, med terrasser i Kinnekullesten.
Kinnekullebanans hållplats Trolmen station ligger nära herrgården. Stationsbyggnaden är numera en privatbostad.

## Bilder

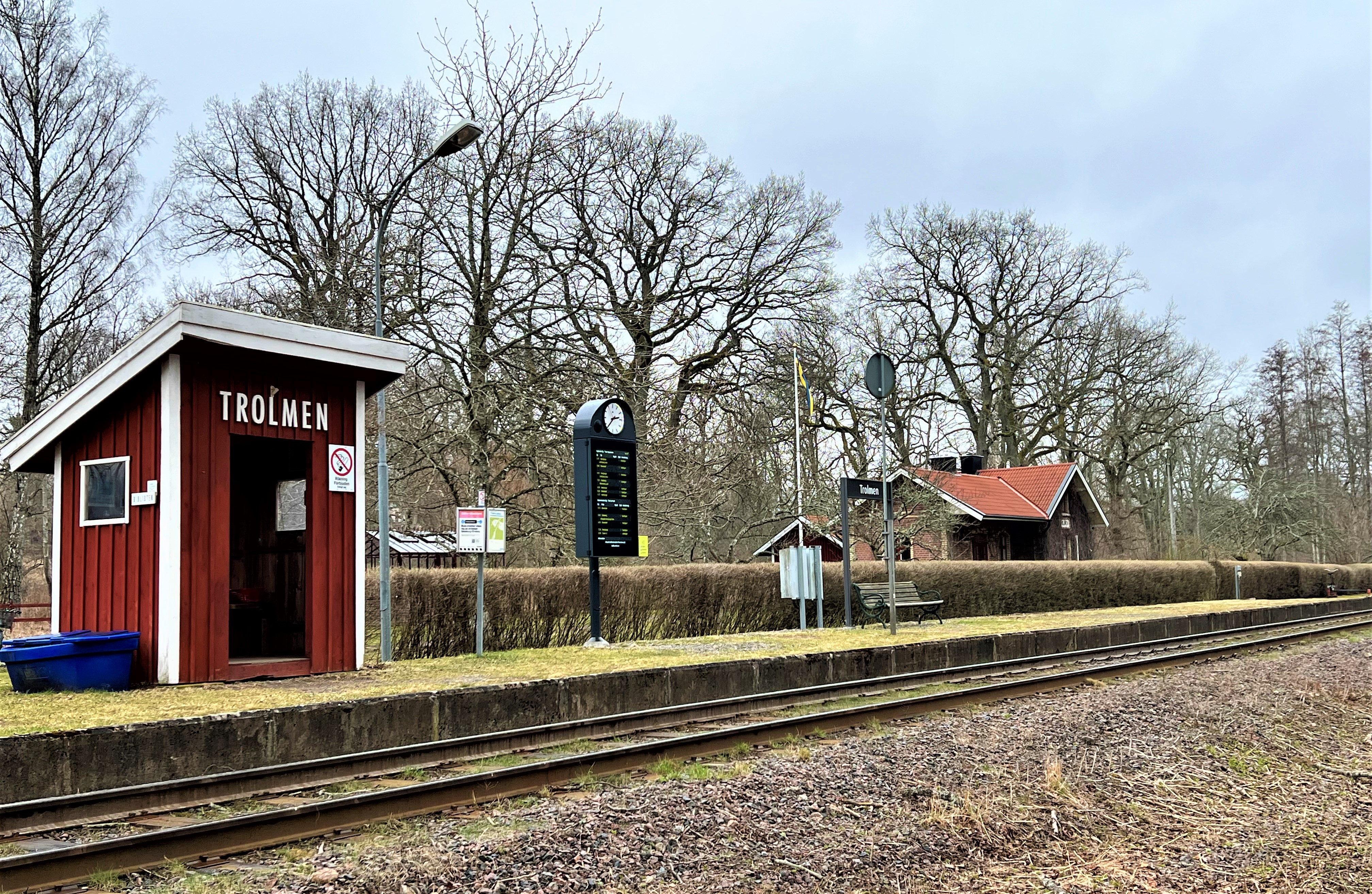
Hållplatsen Trolmen station på Kinnekullebanan. I bakgrunden den tidigare stationsbyggnaden.